# Liste der portugiesischen Botschafter in Grenada
Die Liste der portugiesischen Botschafter in Grenada listet die Botschafter der Republik Portugal in Grenada auf. Die Länder unterhalten seit 1976 direkte diplomatische Beziehungen.
Im Jahr 1983 akkreditierte sich der erste portugiesische Botschafter in Grenada, Portugals Vertreter mit Amtssitz in der venezolanischen Hauptstadt Caracas. Eine eigene Botschaft in der grenadischen Hauptstadt St. George’s eröffnete Portugal danach nicht, das Land gehört weiterhin zum Amtsbezirk der portugiesischen Botschaft in Venezuela, dessen Missionschef dazu in Grenada zweitakkreditiert wird (Stand 2019).

## Missionschefs
| Name                                                | Bild    | Akkreditierungsdatum | Anmerkungen                                                                        |
| Grenada                                             | Grenada | Grenada              | Grenada                                                                            |
| --------------------------------------------------- | ------- | -------------------- | ---------------------------------------------------------------------------------- |
| Pedro Martim da Cunha Veiga Madeira de Andrade      |         | ab 1983              | Botschafter mit Amtssitz Caracas, am 26. April 1983 in St. George’s akkreditiert   |
| Duarte Vaz Pinto da Fonseca de Sá Pereira de Castro |         | ab 1989              | Botschafter mit Amtssitz Caracas                                                   |
| Júlio Francisco de Sales Mascarenhas                |         | ab 1995              | Botschafter mit Amtssitz Caracas, am 19. Januar 1995 in St. George’s akkreditiert  |
| Fernando Manuel Oliveira de Castro Brandão          |         | ab 1999              | Botschafter mit Amtssitz Caracas, am 14. Februar 2000 in St. George’s akkreditiert |
| Vasco Luís Pereira Bramão Ramos                     |         | ab 2003              | Botschafter mit Amtssitz Caracas                                                   |
| José Manuel da Costa Arsénio                        |         | ab 2005              | Botschafter mit Amtssitz Caracas                                                   |
| João José Gomes Caetano da Silva                    |         | ab 2006              | Botschafter mit Amtssitz Caracas                                                   |
| Mário Alberto Lino da Silva                         |         | ab 2011              | Botschafter mit Amtssitz Caracas                                                   |
| Fernando Manuel de Jesus Teles Fazendeiro           |         | ab 2014              | Botschafter mit Amtssitz Caracas                                                   |
| Carlos Nuno Almeida de Sousa Amaro                  |         | seit 2017            | Botschafter mit Amtssitz Caracas                                                   |